# Leptocereus quadricostatus
Leptocereus quadricostatus là một loài thực vật có hoa trong họ Cactaceae. Loài này được (Bello) Britton & Rose mô tả khoa học đầu tiên năm 1913.